# 三盛控股
三盛控股（集團）有限公司（英語：Sansheng Holdings(Group) Co.Ltd.，港交所：2183），簡稱三盛控股，前稱利福地產發展有限公司（簡稱：利福地產）在2006年，由母公司利福國際集團有限公司，分拆經營房地產物業和投資，主要經營中國內地。
總部位於香港，主席為劉鑾鴻。
股份在2013年9月12日於港交所主板上市。招股價為1.8元至2.43元之間，配售股份為83,600,000股，集資額為1.46億港元。利福地產上市時持有的資產包括瀋陽的怡富土地項目、位於哈爾濱和青島的投資物業和瀋陽太陽廣場10%權益。
2017年4月13日利福國際宣佈，向福州三盛投資創辦人林榮濱以12.93億港元，相當於每股5.18元，出售利福地產59.56%股權，
2019年6月14日三盛控股公布，與福建省寧德市古田縣自然資源局簽訂一份成交確認書，斥4.48億元人民幣競得一幅位於寧德市古田縣地皮，土地面積約2.8萬平方米，計容建築面積約7.28萬平方米。

## 連結
- lifestyleproperties.com.hk（页面存档备份，存于）
- 三盛控股（页面存档备份，存于）